# Johannes Martin Kränzle
Johannes Martin Kränzle (* 18. August 1962  in Augsburg) ist ein deutscher Opern- und Konzertsänger (Bariton).

## Leben
Kränzle besuchte das humanistische Gymnasium St. Stephan in Augsburg und kam über das Violinstudium (bei Professor Rudolf Koeckert) und ein Studium der Musiktheaterregie in Hamburg zum Gesang. Nach seiner Ausbildung bei Martin Gründler an der Hochschule für Musik und Darstellende Kunst Frankfurt am Main trat er erste Engagements von 1987 bis 1991 am Theater Dortmund und von 1991 bis 1997 an der Niedersächsischen Staatsoper Hannover an; von 1998 bis 2016 gehörte er zum Ensemble der Oper Frankfurt.
Neben seiner Operntätigkeit ist er regelmäßig als Lied- und Oratoriensänger. Auftritte als Konzertsänger hatte er u. a. in Notre Dame in Paris, in der Elbphilharmonie Hamburg und im Festspielhaus Baden-Baden.
Als Lehrender hat er seit 1992 eine Gastprofessur an verschiedenen Universitäten in Brasilien (u. a. in Natal an der Universität von Rio Grande do Norte) inne. Des Weiteren unterrichtete er als Gastprofessor an der Hochschule für Musik und Tanz in Köln und gab verschiedentlich Meisterkurse.
2015 wurde bei Kränzle eine aggressiv fortschreitende Form der Knochenmarkkrankheit MDS diagnostiziert, weshalb er sich einer Stammzellentransplantation unterziehen musste.
Johannes Martin Kränzle ist in zweiter Ehe mit Lena Haselmann verheiratet und Vater dreier Söhne.

## Oper
1987 begann Kränzles Einstieg in das Opernberufsleben und auch seine umfangreiche Gastiertätigkeit. In der Spielzeit 1987/88 sang er am Theater Dortmund in Rossinis Frühwerk La pietra del paragone (in der neuen, originalgetreuen deutschen Übersetzung von Claus H. Henneberg) den „Modedichter“ Pacuvio. (Premiere: März 1988, Regie: Heinz Lukas-Kindermann). In der Spielzeit 1987/88 übernahm er am Theater Dortmund außerdem den Harlekin in einer Neuinszenierung der Strauss-Oper Ariadne auf Naxos (Premiere: April 1988, Regie: Peter Brenner). In der Spielzeit 1988/89 gastierte Kränzle am Landestheater Detmold als Guglielmo in Così fan tutte (Premiere: Januar 1989). In der Spielzeit 1989/90 war er Gast am Theater Aachen als Schaunard in La Bohème.
Weitere Gastspiele brachten ihn 1990 als Sparbüchsen-Bill in Kurt Weills Aufstieg und Fall der Stadt Mahagonny an die Hamburgische Staatsoper, in der Spielzeit 1991/92 an die Deutsche Oper am Rhein in Duisburg (als Schaunard), 1992 als Guglielmo in Così fan tutte zu den Heidelberger Schlossfestspielen, dann 1995 als Sekretär in Henzes Der junge Lord an die Bayerische Staatsoper München. Ebenfalls 1995 sang er bei den Seefestspielen Mörbisch den Jan Janicki in Carl Millöckers Operette Der Bettelstudent. An der Staatsoper Hannover verkörperte er in der Spielzeit 1996/97 Brittens Billy Budd in der Inszenierung von David Mouchtar-Samorai.
Als Interpret der Zeitgenössischen Musik stellte sich Kränzle in der Spielzeit 1991/92 am Staatstheater Hannover vor, wo er die Solo-Rolle des Königs in der Kammeroper Acht Gesänge für einen verrückten König (Premiere: November 1991, Probebühne) von Peter Maxwell Davies sang. 1994 verkörperte er den Beckmann in Xaver Thomas Uraufführung Draußen vor der Tür.
An der Oper Frankfurt sang er alle Mozartpartien (Giovanni, Papageno, Conte Almaviva, Guglielmo und Don Alfonso) sowie u. a. den Wolfram (Tannhäuser), den Gunther (Götterdämmerung), den Grafen Tomsky (Pique Damne), den schwarzen Geiger (Frederick Delius: Romeo und Julia auf dem Dorfe) und den Jaroslav Prus (Die Sache Makropulos, Regie: Richard Jones). An der Oper Köln gestaltete er u. a. den Beckmesser (Die Meistersinger von Nürnberg, Regie: Uwe Eric Laufenberg), Bartóks Herzog Blaubart (Regie: Bernd Mottl) und den Förster in Leoš Janáčeks Das schlaue Füchslein.
Er arbeitete mehrfach mit dem Regisseur Nicolas Brieger zusammen (Henze: Lescault in Boulevard Solitude in Frankfurt, Prokofieff: Andrej Bolkonski in Krieg und Frieden in Köln, und Messiaen: Frère Léon in Saint François d’Assise an der San Francisco Opera). Ebenfalls in San Francisco und an der Oper Stuttgart wirkte er als Des Mädchens Bruder in Busonis Doktor Faust (Regie: Jossi Wieler, Inszenierung des Jahres 2005) mit.
An der Oper Frankfurt sang er den Don Alfonso in Christof Loys Inszenierung von Cosi fan tutte, die 2008 mit dem Theaterpreis: Der Faust ausgezeichnet wurde. Bei den Salzburger Festspielen 2009 debütierte er als Valens in Händels Theodora. 2010 sang er den Danilo in Die lustige Witwe (Grand Théâtre de Genève).
Er debütierte an der Mailänder Scala (2010) und der Berliner Staatsoper als Alberich in Wagners Ring des Nibelungen unter Daniel Barenboim. Er war der Protagonist N. (Nietzsche) in der Uraufführung von Rihms Dionysos bei den Salzburger Festspielen 2010 unter Ingo Metzmacher. 2011 war er erstmals beim Glyndebourne Festival als Beckmesser zu Gast. In Mailand und Berlin sang er unter Daniel Barenboim in der Regie von Dimitri Tscherniakov den Griasnoj in Rimski-Korsakows Die Zarenbraut. Weitere Produktionen führten ihn u. a. nach Tiflis (Ford in Falstaff), Tokio und Kairo (Eisenstein in Die Fledermaus), Tel Aviv, Spoleto, Sofia (Don Giovanni) und zu den Bregenzer Festspielen.
An der Metropolitan Opera in New York debütierte er im Dezember 2014 als Beckmesser unter James Levine. 2016 gab er Debüts am Royal Opera House in London mit Don Alfonso in Così fan tutte, 2017 an der Opéra National de Paris als Wozzeck (Regie: Christoph Marthaler, Dirigat: Michael Schønwandt). 2017 war er erstmals der Beckmesser bei den Bayreuther Festspielen.
In der Rolle des Orpheus in Offenbachs Orpheus in der Unterwelt spielte er das Violinsolo selbst. Kränzle sang mittlerweile 120 verschiedene Opernpartien. Mozarts Papageno in Die Zauberflöte ist mit über 110 Vorstellungen seine meist gesungene Rolle.
Er ist unter anderem in den DVD-Produktionen zu Wagners Der Ring des Nibelungen-Gesamtaufnahmen aus der Mailänder Scala (als Alberich) und aus der Oper Frankfurt (als Gunther), in Rimski-Korsakows Die Zarenbraut aus der Staatsoper Berlin, Händels Theodora von den Salzburger Festspielen, Rihms Dionysos ebenda sowie Wagners Die Meistersinger von Nürnberg vom Glyndebourne Festival zu sehen.
Als CD-Aufnahmen sind unter anderem Pfitzners Palestrina als Kardinal Morone (Dirigent: Kirill Petrenko), Aribert Reimanns Lear als Graf Gloster (Dirigent: Sebastian Weigle), Wagners Götterdämmerung (als Gunther) und auch Glyndebournes Die Meistersinger von Nürnberg als Beckmesser (Dirigent: Wladimir Jurowski) erschienen.

## Auszeichnungen
Kränzle ist Preisträger mehrerer nationaler (VDMK-Gesangswettbewerb Berlin, Kunstförderpreis der Stadt Augsburg, Gesangswettbewerb Hannover) und internationaler Wettbewerbe (Vercelli: G.B.Viotti, Perpignan: Concours de Chant, Paris: Operalia Plácido Domingo). Seit dem Gewinn des Primo Grande Premio in Rio de Janeiro 1991 ist er ehrenamtlich in Brasilien Gastprofessor.
Im Herbst 1997 erhielt seine Kammeroper Der Wurm den dritten Preis beim Kompositionswettbewerb in Berlin und wurde dort an der Neuköllner Oper uraufgeführt.
2010 war er beim deutschen Theaterpreis Der Faust nominiert. 2011 wurde er zum „Sänger des Jahres“ (Kritikerumfrage der Opernwelt) gewählt und erhielt den Kölner Opernpreis. 2014/15 ehrte ihn das Publikum mit dem Public Award als bestes Operndebüt an der Metropolitan Opera, New York. 2018 wurde Johannes Martin Kränzle erneut als „Sänger des Jahres“ (Kritikerumfrage der Opernwelt) ausgezeichnet.
Johannes Martin Kränzle ist Mitglied der Deutschen Akademie der darstellenden Künste.
Im Rahmen der Faustverleihung 2019 wurde er in der Kategorie Sängerdarstellerin/Sängerdarsteller Musiktheater für seine Darstellung des Šiškov in Aus einem Totenhaus an der Oper Frankfurt ausgezeichnet.